# Elvis (1956년 음반)
| 전문가 평가                   | 전문가 평가 |
| 평가 점수                     | 평가 점수   |
| 출처                          | 점수        |
| ----------------------------- | ----------- |
| AllMusic                      | [ 1 ]       |
| Encyclopedia of Popular Music | [ 2 ]       |
| MusicHound                    | [ 3 ]       |
| The Rolling Stone Album Guide | [ 4 ]       |
| Rough Guides                  | [ 5 ]       |

《Elvis》(《Elvis Presley No. 2》로도 알려진)는 미국의 로큰롤 가수 엘비스 프레슬리의 두 번째 스튜디오 음반으로 1956년 10월 19일 RCA 빅터가 모노로 발매했다. 녹음 세션은 할리우드의 라디오 레코더에서 9월 1일, 9월 2일, 그리고 9월 3일에 열렸고, 1월 30일 뉴욕의 RCA 빅터 녹음 스튜디오에서 프레슬리의 데뷔 음반 세션에서 한 트랙이 남았다. 이 음반은 그 해에 빌보드 200 차트에서 1위를 4주 동안 했고, 프레슬리는 두 음반을 같은 해에 1위에 오른 첫 번째 레코딩 아티스트가 되었다. 총 5주 동안 1위를 차지하게 될 것이다. 1960년 2월 17일 골드, 2011년 8월 10일 미국 음반 산업 협회에 의해 플래티넘 인증을 받았다.
그것은 원래 1957년 영국에서 다른 앞면 커버를 가진 《Elvis Presley No. 2》로 발매되었다(《His Master's Voice》 CLP1105). 그것은 또한 《Rock 'n' Roll No. 2》로 분류되었다. 원래 미국 발매는 프레슬리의 이름이 레이블에 계속 사용되었음에도 불구하고 음반 소매에 그의 이름만으로 프레슬리를 신용하는 관행을 시작했다.

## 내용
RCA 빅터 프로듀서 스티븐 H. 숄스는 이번 세션에서 두 곡의 신곡을 의뢰했는데, 이 곡은 오티스 블랙웰의 〈Paralyzed〉와 1956년 프레슬리의 여름 히트곡인 〈Hound Dog〉의 저자인 제리 리버와 마이크 스톨러의 〈Love Me〉로, 당시 빌보드 핫 100 차트 3개 모두에서 1위를 차지한 첫 번째 음반이었다. 프레슬리는 3개의 리틀 리처드를 커버하기로 결정했고, 일반적인 에벌리 브라더스 작곡가인 바우들로 브라이언트와 기타리스트 쳇 앳킨스, 선 레코드의 직원 음악가이자 엔지니어인 스탠 케슬러, 그리고 에런 슈로더와 벤 와이스먼으로부터 각각 3개의 새로운 컨트리 발라드를 골랐다. 프레슬리의 매니저인 톰 파커 대령의 출판사인 힐 앤 레인지와 계약한 후자는 1960년대까지 프레슬리를 위해 수십 곡을 작곡할 것이다. 프레슬리가 10살 때 투펄로에서 열린 박람회에서 2등을 한 노래도 포함되었는데, 레드 폴리의 1941년 컨트리 곡인 〈Old Shep〉이었다.
9월에 3일 동안 한 세트의 세션에서 녹음된 음반의 트랙을 제외하고, 프레슬리와 그의 투어 밴드인 스코티 무어, 빌 블랙 그리고 D. J. 폰타나는 조더네이어스와 함께 선 스튜디오 시절부터 리듬 앤 블루스, 컨트리 그리고 그의 모든 싱글 음반에서 했던 것처럼 레퍼토리 아이템을 섞어 느슨한 느낌을 재현하는데 성공했다. 그들은 〈That's All Right (Mama)〉의 저자 아서 크루덥의 블루스와 블루그래스의 창시자 빌 먼로가 녹음한 노래 〈When My Blue Moon to Gold Again〉이라는 그의 첫 선 레코드를 반영함으로써 이러한 효과를 강화했다. 이 세션에는 프레슬리가 가장 좋아하는 제임스 딘 영화인 《이유 없는 반항》에 출연했던 당시 그의 현재 여자친구인 내털리 우드와 닉 애덤스와 같은 몇몇 외부인들이 참석했다. 숄스는 이 세션에서 RCA를 맡았고 서류 작업 등을 담당했지만 엘비스는 직접 곡을 선정해 세션을 이끌었다.

## 재발행
RCA는 1984년에 처음 12개의 트랙 음반을 콤팩트 디스크로 재발매했다. 이 문제는 재처리된(가짜) 스테레오 사운드에서 빠르게 철회되었고 디스크가 원래의 모노폰으로 재발행되었다. RCA는 1999년에, 그리고 2005년에 이 음반의 확장판을 재발매했다. 1999년 재발행에서는, 3개의 싱글의 양쪽에 해당하는 6개의 보너스 트랙이 추가되어, 러닝 순서를 변경했다. 네 곡의 트랙은 차트 1위는 〈Love Me Tender〉, 〈Too Much〉, 그리고 양면 대표적인 〈Hound Dog〉와 〈Don't Be Cruel〉였다. 보너스 트랙은 7월 2일 뉴욕 RCA 스튜디오에서, 9월에는 라디오 레코더에서, 그리고 20세기 폭스 스테이지 원에서 〈Love Me Tender〉는 《러브 미 텐더》 세션에서 녹음되었다. 2005년 재발행은 DSD 기술을 사용하여 〈Playing for Keeps〉, 〈Too Much〉, 〈Don't Be Cruel〉, 〈Hound Dog〉, 〈Any Way You Want Me (That's How I Will Be)〉, 〈Love Me Tender〉 순으로 리마스터드되었다. 이 최신 리마스터는 오디오 복원가 케반 버드의 수작업으로, 2005년 프레슬리의 첫 번째와 세 번째 음반 리마스터 (각각 《Elvis Presley》와 《Loving You》)와 2004년 《Elvis at Sun》으로 알려진 업그레이드 음반 리마스터로 찬사를 받았다. 이 로큰롤 테이프들은 1950년대 말에 뉴저지주 캠던 RCA 빅터 근처의 델라웨어강에 버려졌을 가능성이 있는 것들 중 하나였을지도 모른다.
2014년, 《Elvis》는 7인치 슬리브로 포장된 2개의 디스크로 구성된 디럭스 에디션으로 팔로우 댓 드림 레이블로 재발행되었다. 첫 번째 디스크에는 오리지널 음반과 1956년 노동절 세션에서 알려진 모든 결과물이 들어 있다. 두 번째 디스크는 1956년 12월 15일 루이지애나주 박람회장 유스 센터 허쉬 콜리시엄에서 열린 라이브 콘서트를 특징으로 한다.

## 곡 목록

### 오리지널 발매
| #  | 제목                                      | 작사·작곡                            | 재생 시간 |
| -- | ----------------------------------------- | ------------------------------------ | --------- |
| 1. | 〈Rip It Up〉                             | 로버트 블랙웰, 존 마라스칼코         | 1:50      |
| 2. | 〈Love Me〉                               | 제리 리버, 마이크 스톨러             | 2:41      |
| 3. | 〈When My Blue Moon Turns to Gold Again〉 | 진 설리번, 와일리 워커               | 2:18      |
| 4. | 〈Long Tall Sally〉                       | 블랙웰, 이노트리스 존슨, 리틀 리처드 | 1:51      |
| 5. | 〈First in Line〉                         | 에런 슈로더, 벤 와이스먼             | 3:21      |
| 6. | 〈Paralyzed〉                             | 오티스 블랙웰, 엘비스 프레슬리       | 2:18      |

| #  | 제목                             | 작사·작곡                      | 재생 시간 |
| -- | -------------------------------- | ------------------------------ | --------- |
| 1. | 〈So Glad You're Mine〉          | 아서 크루덥                    | 2:18      |
| 2. | 〈Old Shep〉                     | 레드 폴리                      | 4:10      |
| 3. | 〈Ready Teddy〉                  | R. 블랙웰, 마라스칼코          | 1:55      |
| 4. | 〈Anyplace Is Paradise〉         | 조 토머스                      | 2:26      |
| 5. | 〈How's the World Treating You〉 | 쳇 앳킨스, 바우들로 브라이언트 | 2:23      |
| 6. | 〈How Do You Think I Feel〉      | 웹 피어스, 웨인 워커           | 2:10      |

## 인증
| 국가                       | 인증     | 판매량/출하량 |
| -------------------------- | -------- | ------------- |
| 미국 (RIAA)                | 플래티넘 | 1,000,000^    |
| ^출하량을 기반으로 한 인증 |          |               |